# Deportivo Saprissa
Deportivo Saprissa is een voetbalclub van Costa Rica, afkomstig uit de hoofdstad San José. Saprissa werd op 16 juli 1935 opgericht door Roberto Fernández en de club speelt sinds 1949 in de Liga Costarricense. Deportivo Saprissa is eigendom van de Mexicaans zakenman Jorge Vergara, die ook Chivas Guadalajara (Mexico) en Chivas USA (Verenigde Staten) bezit. Bij Saprissa spelen, net als bij Chivas, alleen spelers uit eigen land. Met drie CONCACAF Champions Cup-titels (1993, 1995, 2005) geldt Deportivo Saprissa internationaal gezien als de succesvolste club van het land. Met vierendertig landstitels is het ook nationaal gezien de succesvolste club van het land.
Deportivo Saprissa was in 2004 verliezend finalist (Alajuelense was te sterk) in de CONCACAF Champions Cup, de Amerikaanse equivalent van de UEFA Champions League. In 2005 won Saprissa het toernooi, waardoor Deportivo Saprissa als vertegenwoordiger van de CONCACAF deelnam aan het WK voor clubteams, dat in december 2005 gehouden werd in Japan. Deportivo Saprissa won de eerste wedstrijd met 1-0 van Sydney FC door een doelpunt van Christian Bolaños. In de halve finale was Liverpool FC met 3-0 te sterk. Saprissa behaalde de derde plaats op het WK voor clubs door in de troostfinale het Saoedische Al-Ittihad met 3-2 te verslaan.

## Erelijst
- Landskampioen

1952, 1953, 1957, 1962, 1964, 1965, 1967, 1968, 1969, 1972, 1973, 1974, 1975, 1976, 1977, 1982, 1988, 1989, 1994, 1995, 1998, 1999, 2004, 2006, 2007, Invierno 2007, Verano 2008, Invierno 2008, 2010 Verano, 2014 Verano, 2014 Invierno, 2015 Invierno, 2016 Invierno, 2018 Apertura,  2020 Clausura
- Copa de Costa Rica

1950, 1960, 1963, 1963, 1970, 1972, 1976, 2013
- Segunda División de Costa Rica

1948
- Tercera División de Costa Rica

1947
- CONCACAF Champions Cup

1993, 1995, 2005
- Copa Interclubes UNCAF

1972, 1973, 1978, 1998, 2003
- Torneo Centroamericano CONCACAF

1970
- US Camel Cup

1985
- Torneo Fraternidad Centroamericana

1972, 1973, 1978
- CONCACAF League

2019
- Wereldkampioenschap voor clubs

Derde plaats in 2005

## Bekende (oud-)spelers
- Randall Azofeifa
- Hermidio Barrantes
- Joel Campbell
- Walter Centeno
- Jervis Drummond

- Rolando Fonseca
- Rónald Gómez
- Alexandre Guimarães
- Gilberto Martínez
- Hernán Medford

- Keylor Navas
- Bryan Oviedo
- Winston Parks
- John Jairo Ruiz
- Álvaro Saborío
- Oscar Duarte